# Kulturpreis der Stadt Regensburg
Der Kulturpreis der Stadt Regensburg wird seit 1971 jährlich für Leistungen auf den Gebieten der bildenden Kunst, Literatur, Musik, Architektur, sowie auch im Bereich darstellende und ausübende Kunst, Wissenschaft, Denkmal- und Heimatpflege wie auch Fotografie und Film an Persönlichkeiten und Institutionen verliehen, die sich um das kulturelle Leben der Stadt Regensburg verdient gemacht haben. Bereits seit 1960 wird auch der Kulturförderpreis der Stadt Regensburg vergeben.

## Träger
- 1971: Regensburger Domchor
- 1972 nicht vergeben
- 1973: Walter Boll
- 1974: Willi Ulfig
- 1975: Ernst Schwarzmaier
- 1976: Ferdinand Haberl
- 1977: Kurt von Unruh
- 1978: Josef Oberberger
- 1979: Rupert Preißl
- 1980: Franz Winzinger
- 1981 nicht vergeben
- 1982: Rudolf Schindler
- 1983: Johanna von Herzogenberg
- 1984: Ernst Emmerig
- 1985: Georg Ratzinger
- 1986: Richard Triebe
- 1987: Eva Katrin Demski
- 1988: Walter Zacharias
- 1989: Hans Geistreiter
- 1990: Gertraud Kaltenecker
- 1991: Rudolf Pospieszczyk
- 1992: Christian Kroll
- 1993: Traumfabrik (unter der Leitung von Rainer Pawelke)
- 1994 nicht vergeben
- 1995: Helmut Kruczek
- 1996: Karl Heinz Esser
- 1997 nicht vergeben
- 1998: Peter Radtke
- 1999: Benno Hurt
- 2000: Johanna Obermüller
- 2001: Karl Bauer
- 2002: Joseph Berlinger
- 2003: Ernst-Wilhelm Händler
- 2004: Roland Büchner
- 2005 nicht vergeben
- 2006: Albert von Schirnding
- 2007: Renate Hünlich
- 2008: Singer Pur
- 2009: Tage Alter Musik Regensburg (Stephan Schmid & Ludwig Hartmann)
- 2010: Richard Wiedamann
- 2011: Wolf Peter Schnetz
- 2012: Gerwin Eisenhauer
- 2013: Guido Zingerl
- 2014: Peter W. Nikisch
- 2015: Rainer Pawelke
- 2016: Paul Schinner
- 2017: Michael Bry
- 2018: Klaus Caspers
- 2019: Thomas Muggenthaler
- 2020: Peter Dorn
- 2021: Eva Sixt
- 2022: Medard Kammermeier
- 2023 Peter Engel
- 2024 Regina Hellwig-Schmid